# VII Universiade invernale
La VII Universiade invernale (1972 Winter Universiade) si è svolta dal 26 febbraio al 5 marzo 1972 a Lake Placid, negli Stati Uniti d'America.

## Medagliere
Paese ospitante 
| Pos.   | Paese            | Oro | Argento | Bronzo | Totale |
| ------ | ---------------- | --- | ------- | ------ | ------ |
| 1      | Unione Sovietica | 12  | 9       | 8      | 29     |
| 2      | Francia          | 2   | 2       | 1      | 5      |
| 2      | Paesi Bassi      | 2   | 2       | 1      | 5      |
| 4      | Polonia          | 2   | 1       | 1      | 4      |
| 5      | Giappone         | 1   | 3       | 0      | 4      |
| 6      | Stati Uniti      | 1   | 2       | 4      | 7      |
| 7      | Corea del Sud    | 1   | 2       | 1      | 4      |
| 8      | Canada           | 1   | 1       | 0      | 2      |
| 8      | Italia           | 1   | 1       | 0      | 2      |
| 10     | Norvegia         | 1   | 0       | 1      | 2      |
| 10     | Germania Ovest   | 1   | 0       | 1      | 2      |
| 12     | Austria          | 0   | 1       | 4      | 5      |
| 13     | Svezia           | 0   | 1       | 0      | 1      |
| 14     | Cecoslovacchia   | 0   | 0       | 1      | 1      |
| 14     | Svizzera         | 0   | 0       | 1      | 1      |
| Totale | Totale           | 25  | 25      | 24     | 74     |